# نادي ريكسهام
نادي ريكسهام لكرة القدم (بالويلزية: Clwb Pêl-droed Wrecsam) و(بالإنجليزية: Wrexham Association Football Club) هو نادي كرة قدم محترف في مدينة ريكسهام، ويلز، يلعب في نظام الدوري الإنجليزي لكرة القدم.
استنادًا إلى تاريخ تكوين النادي المسجّل في عام 1864، هم النادي الأقدم في ويلز وثالث أقدم فريق كرة قدم محترف في العالم. منذ أغسطس 2011، كان ريكسهام ناد لكرة القدم مملوكًا لمساندة النادي. تنافس النادي في الدوري الوطني، وهو المستوى الخامس لكرة القدم الإنجليزية، منذ أن هبط من دوري الدرجة الثانية لكرة القدم في نهاية موسم 2007-08، بعد 87 عامًا متتالية من عضوية دوري كرة القدم. ولعل ريكسهام كان أكثر ما يلفت الانتباه في كأس الاتحاد الإنجليزي بسبب فوزه على لقب آرسنال الإنكليزي عام 1992 والفوز 1-0 على بورتو في عام 1984 في كأس الكؤوس الأوروبية.
وكان ريكسهام مؤهلا لكأس الكؤوس الأوروبية بسبب فوزه بكأس الويلزية. أول تعادل أوروبي كان ضد إف سي زوريخ من سويسرا في عام 1972 وكان آخر مباراة لهم في رومانيا ضد بترول بلويتي في عام 1995.
تضمنت ألقاب ريكسهام الفوز بلقب الدرجة الثالثة في 1977-1978، وكأس الويلزية رقما قياسيا 23 مرة، وكأس اتحاد كرة القدم في عام 2005 في ملعب الألفية وكأس الاتحاد الإنجليزي في عام 2013 على ملعب ويمبلي. وريكسهام هي أيضًا رابحة للفوز بكأس الاتحاد الإنجليزي لكرة القدم قصيرة العمر، حيث فازت بخمس مرات من أصل 11 سنة من فترة ولايتها، وشاركت ضد نوادي ويلز الودية مثل كارديف سيتي، وسوانسي سيتي، ونيوبورت كاونتي.